# Tzoeptic
Tzoeptic är en ort i Mexiko.   Den ligger i kommunen Mitontic och delstaten Chiapas, i den sydöstra delen av landet, 800 km öster om huvudstaden Mexico City. Tzoeptic ligger 1 964 meter över havet och antalet invånare är 1 295.
Terrängen runt Tzoeptic är huvudsakligen kuperad, men österut är den bergig. Terrängen runt Tzoeptic sluttar norrut. Runt Tzoeptic är det ganska tätbefolkat, med 134 invånare per kvadratkilometer. Närmaste större samhälle är San Cristóbal de las Casas, 18,5 km söder om Tzoeptic. Omgivningarna runt Tzoeptic är en mosaik av jordbruksmark och naturlig växtlighet.